# Американо-восточнотиморские отношения
Американо-восточнотиморские отношения — двусторонние дипломатические отношения между США и Восточным Тимором.

## История
В 2002 году Восточный Тимор стал независимым государством, после более чем четырёхсот лет португальской колонизации, двадцати четырёх лет индонезийской оккупации и трёх лет Временной администрации ООН. Соединённые Штаты и Восточный Тимор установили сильные двусторонние отношения, основанные на общих интересах и ценностях, Соединённые Штаты принимают усилия к укреплению и углублению этого партнёрства. Соединённые Штаты являются основным донором ряда международных организаций, действующих в Восточном Тиморе, таких как: Организация Объединённых Наций, Азиатский банк развития и Всемирный банк. Помощь США направлена на укрепление стабильности экономики и ускорения экономического роста, что приводит к созданию рабочих мест для быстро растущего населения и улучшению системы здравоохранения Восточного Тимора.

## Торговля
Восточный Тимор является одной из наименее развитых стран мира и имеет низкий товарооборот с Соединёнными Штатами. Основным инвестором США в экономику Восточного Тимора является ConocoPhillips, участвующий в разработке газовых месторождений. Восточный Тимор является вторым по величине экспортёром кофе в США, на сумму в 16 млн долларов США в год. Starbucks Coffee является основным покупателем кофе из Восточного Тимора.